# ثقیف
قبیله ثَقیف نام یکی از قبیله‌های عرب ساکن در شهر طائف بوده‌است که در جریان غزوه حنین در اتحاد با قبیله هوازن با مسلمانان وارد جنگ شد.
از جمله افراد مشهور این قبیله می‌توان به مختار ثَقَفی (خونخواه حسین بن علی) و پدرش ابوعبید ثقفی (اولین سردار سپاه اسلام در نبرد پل با ساسانیان) و عمویش سعید بن مسعود ثقفی (فرماندار مدائن در دوران حسن مجتبی)، حجّاج بن یوسف ثقفی (حاکم اموی و سفاک) و مغیره بن شعبه اشاره کرد.